# Los Carayos
Los Carayos var et fransk band, der udgav fire albums mellem 1986 og 1994. De var primært aktive i Paris i midt-80'erne, men musikernes forskellige sideinteresser (især Manu Chaos øvrige bands) var medvirkende til, at bandet aldrig blev stort.
Deres sange var som regel parodiske og blandede, rockabilly, blues og forskellige folkemusiske genrer fra hele verden, specielt country og latin. Den italienske komponist Ennio Morricone var også en stor inspiration for bandet. 

## Navnet
Carallo (galicisk) eller caralho (portugisisk, begge udtales ens) og carajo på spansk er alle slangudtryk med flere betydninger, inklusive penis. 

## Medlemmer
Medlemmerne af Los Carayos inkluderer
- François Hadji-Lazaro: sang og forskellige instrumenter
- Manu Chao: sang og guitar
- Schultz: sang og guitar
- Tonio Chao: trommer

## Diskografi
- Hot Chicas (1986) – Albummet inkuderede numre af Hot Pants
- Ils Ont Osé (1986)
- Persistent et Signent (1987)
- Au prix où sont les courges (1994)